# Финикова палма
Финиковата палма (Phoenix – „феникс“ поради това, че след смъртта тази палма се възражда с млади издънки от корените) е род растения от семейство Палмови (Arecaceae), включващ 18 вида, чиито плодове са костилкови, известни като фурми.

## Описание
Възрастният индивид представлява дърво със средно тънък ствол, носещ на върха розетка от дъговидно извити перести листа. На ствола остават дръжките на отмрелите листа. Период на цъфтене: август – септември. Съцветията излизат от пазвата на листата, като на едно растение те биват или мъжки, или женски, тоест тя е двудомно растение. Плодът (фурмата) представлява продълговата ягода, с дължина 2 – 7 cm, покриваща твърдо семе с продълговата бразда.
Размножаване: чрез семена или издънки.
Като декоративни основно се отглеждат 3 вида:
- Phoenix dactylifera (същинска финикова палма)
- Phoenix canariensis (канарска финикова палма)
- Phoenix roebelinii

## Разпространение
Родината на канарската финикова палма са Канарските острови.
Прозходът на Phoenix dactylifera (в превод от латински означава „феникс, имащ пръсти“) е Месопотамия, но от дълбока древност се отглежда като културно растение в Северна Африка, Индия. Напоследък се отглежда в Южна Европа и Америка като парково растение. Възрастните индивиди имат право, достигащо до 30 m, стъбло. Наричат я още пясъчна красавица. По думите на един арабски поет краката на тази палма са във вода, а главата ѝ е в небесния огън, което говори, че тя е класическо оазисно растение.
Тя е един от екзотичните представители, отглеждани в България като стайно растение. Напоследък на някои места се отглеждат на открито, като изискват през зимните месеци да бъдат покривани с предпазваща от студа конструкция и поставяне на източник на топлина. Според някои ентусиасти зимата на 2006 – 2007 г. е била благосклонна и е пощадила незащитени финикови палми, засадени на открито.

## Стопанско значение
В своето семейство финиковата палма отстъпва по стопанско значение единствено на кокосовата палма. Вавилонците твърдели, че от тези палми могат да се получат толкова продукти, колкото са месеците в годината. В пустинните местности на Северна Африка и Близкия изток тя е била основен източник на храна в продължение на хилядолетия. По тези места тя се отглежда вече 4000 години. Изображения на този вид са намерени на древноегипетските паметници. Херодот, Теофраст, Страбон и Плиний Стари са писали, че финиковите палми се отглеждат от Вавилон до Канарските острови.
Вкусните плодове съдържат много витамини и ценни въглехидрати, заради което и до днес се използват в традиционните местни ястия. Фурмите на финиковата палма са вече разпространен вносен продукт в България, достъпни в изсушен вид. Узрелите фурми са оранжеви, а след ферментация стават тъмнокафяви. Пресните плодове са твърди, не са вкусни и не са така сладки. Ферментацията ги превръща в добре познатите ни фурми.
За стопанско отглеждане се използват определени сортове на финиковата палма. Добър, макар и не максимален, за една финикова палма се счита добив в рамките на 45 – 90 кг. плодове. Палмата започва да получава такъв добив, когато растението е на възраст от 10 – 15 години и експлоатацията му може да продължава още 100 – 200 години.
В голяма част от Северна Африка и Западна Азия фурмите са основен хранителен продукт, а техният експорт представлява важно перо от селското стопанство. Финиковите палми се отглеждат не само в родината им, но и в плантации в югозападната част на САЩ, пренесени за първи път в Новия свят от испанците.